# Държавно устройство на Катар
Катар е абсолютна монархия, но според конституционен референдум от 2003 тя трябва да бъде конституционна монархията.

## Министерства
- Министерство на външните работи
  - Държавен министър на външните работи
- Министерство на отбраната
- Министерство на вътрешните работи
- Министерство на здравеопазването
- Министерство на енергетиката и промишлеността
- Министерство на общинските и градско планиране
- Министерство на околната среда
- Министерство на финансите
- Министерство на културата, изкуствата и културното наследство
- Министерство на труда и социалните въпроси
- Министерство на образованието и висше образование
- Министерство на Вакуфов и ислямските дела,
- Диван на Амира– Шейх Абдула бин Халифа Ал Тани
- Департамент за насърчаване на инвестициите
- Върховен съвет по въпросите на семейството
- Висш съдебен съвет
- Прокуратура
- Катарска иформационна агенция

## Консултативен съвет
В Консултативния съвет (Majlis as-Shura) има 35 членове със съвещателни задачи. Въпреки това, през 2003 г. Конституцията на Катар е приета от 45 члена. Те включват 30, избрани представители, и 15, назначени от Емира. 

## Политически партии и изборите
Катар провежда Конституционен референдум през 2003 г. Първите общински избори, проведени с участието и на мъже, и на жени са проведени през 2007 и 2011 г.

## Административно деление
В Катар има 7 общини: Ад Дауай, Ял Дайян, Ал-Райян, Ал-хор, Ал Вакра, Ал-Райян, Мадинаъ ал Шамал и Ум Салал. Всяка община притежава административни отговорности по зони (градове и райони) в рамките на техните граници.

## Международни отношения
На 10 октомври 2005 г., за първи път, Катар е избрана в двугодишен мандат за участие в Съвета за Сигурност на ООН за 2006 – 2007.
Според Би Би Си през април 2006 г. Катар обявява, че ще даде $50 млн. (£28 милиона) в ново „ХАМАС“ – глава на палестинското правителство. 
През май 2006 г., Катар обещава по 100 млн. долара след урагана Катрина помощ на колежи и университети в щата Луизиана, засегнати от урагана.